# Despre cultul personalității și consecințele sale

Despre cultul personalității și consecințele sale (în rusă О культе личности и его последствиях), cunoscut și ca discursul secret sau  raportul Hrușciov, a fost un raport prezentat la al XX-lea congres al Partidului Comunist al Uniunii Sovietice pe 25 februarie 1956 de liderul sovietic Nikita Hrușciov, în care a criticat acțiunile regimului lui Iosif Stalin, în particular epurările din cadrul armatei și din cadrul eșaloanelor superioare ale partidului, și a reafirmat susținerea idealurilor comunismului, invocându-l pe Vladimir Lenin.
Discursul a fost un moment important în politica de dezgheț promovată de Hrușciov. A fost și un semn al unor lupte acerbe pentru putere în rândurile conducerii sovietice, lupte în cadrul cărora Hrușciov a făcut un efort de a-i discredita pe cei ce supraviețuiseră lungii domnii a lui Stalin, printre care Lavrenti Beria. La suprafață, discursul a fost prezentat ca o încercare de a aduce Partidul Comunist al Uniunii Sovietice mai aproape de leninism. Scopul lui Hrușciov era, însă, în primul rând, obținerea de sprijin public pentru arestarea și executarea lui Beria în vara lui 1953, precum și legitimarea puterii sale recent consolidate, preluată de la Viaceslav Molotov și Gheorghi Malenkov, lideri loiali lui Stalin.
A fost cunoscut sub numele de discursul secret deoarece a fost citit într-o ședință cu ușile închise, iar textul său a fost tipărit abia în 1989 — în revista "Известия ЦК КПСС" ("Izvestia CK KPSS";  Rapoarte ale Comitetului Central al Partidului), nr. 3, martie 1989 — deși mulți membri ai partidului fuseseră deja informați cu privire la discurs cu o lună înainte ca Hrușciov să îl țină.
În aprilie 2007, ziarul britanic The Guardian a inclus acest discurs într-o serie despre marile discursuri ale secolului al XX-lea.

## Istoric
Problema represiunilor în masă fusese recunoscută înaintea raportului.
Inspirația pentru discursul secret a venit atât din cunoștințele politice ale lui Hrușciov cât și din informațiile ce începuseră să iasă la iveală, despre lagărele Gulagului și despre populația acestora. Oficialul de partid de rang înalt Anastas Mikoian, aliat al lui Hrușciov, se întâlnise cu prizonieri din Gulag, recent eliberați, și aflase că fenomenul arestărilor fără motiv fusese mult mai răspândit decât credea; imediat a transmis această informație lui Hrușciov, care își pregătea manevrele politice. Vorbind cu Mikoian, unul din deținuți, Alexei Snegov, a spus că „dacă dumneavoastră [Mikoian și Hrușciov] nu vă delimitați de Stalin la primul Congres de după moartea lui, și dacă nu faceți publice crimele lui, atunci veți deveni complici ai acestor crime.” O altă deținută, Olga Șatunovskaia, a povestit întâlnirea ei cu o spioană japoneză, care a comentat că, în timp ce crima ei (a spioanei) era evidentă, „voi, bolșevici nefericiți, sunteți în închisoare fără vreun motiv.”
Discursul însuși a fost pregătit pe baza rezultatelor furnizate de o comisie specială de partid (Pospelov⁠(d) (președinte), Aristov, Komarov, Șvernik), cunoscută sub numele de Comisia Pospelov, și întrunită la sesiunea Prezidiului Comitetului Central al Partidului pe 31 ianuarie 1955. Scopul direct al comisiei era investigarea represiunilor asupra delegaților de la Congresul al XVII-lea al PCUS din 1934.
Al XVII-lea congres a fost ales pentru investigații deoarece era cunoscut sub numele de „Congresul învingătorilor” din țara „socialismului victorios”, și de aceea numărul enorm de „dușmani” între participanți necesita explicații.
Comisia a prezentat dovezi că în perioada 1937–1938 (perioada culminantă a Marii Epurări) peste un milion și jumătate de persoane fuseseră arestate pentru „activități antisovietice”, dintre care peste 680.000 fuseseră executate.
În timp ce Hrușciov nu a ezitat să evidențieze defectele practicii staliniste în privința epurărilor din armată, partid și în conducerea țării în timpul celui de-al doilea război mondial, a fost foarte atent să evite să critice politica de industrializare a lui Stalin și ideologia partidului comunist. Când a discutat represiunile în masă, este de observat absența oricărui comentariu privind arestarea de cetățeni obișnuiți luați la întâmplare. Această absență poate fi considerată intenționată, deoarece evenimente ca brutalitățile colectivizării serviseră intereselor partidului.  Hrușciov era încă un comunist convins, și a lăudat leninismul și ideologia comunistă în discursul său la fel de des cât a și condamnat acțiunile lui Stalin. Stalin, spunea Hrușciov, a fost în primul rând victima efectului dăunător al cultului personalității, care, prin defectele sale, l-a transformat dintr-un element crucial al victoriilor lui Lenin într-un paranoic influențat de “dușmanul turbat al partidului nostru,” Beria.
În ciuda denunțării represiunilor politice, procesul de reabilitare a victimelor acestor represiuni a fost lent, deși eliberarea deținuților politici din lagăre a început la scurt timp după moartea lui Stalin. Totuși, victimele Proceselor de la Moscova au fost absolvite de vină abia în 1988.

## Informații despre discurs
Hrușciov și-a început discursul, care a durat patru ore, puțin după miezul nopții. La scurt timp după aceasta, rapoarte despre discurs au fost transmise în Occident de ziaristul John Rettie de la Reuters, care auzise de discurs de la Kostia Orlov cu câteva ore înainte ca Rettie să plece la Stockholm; astfel, discursul a fost prezentat în mass-media occidentală la începutul lui martie. Rettie crede că informațiile i-au parvenit de la Hrușciov însuși printr-un intermediar.
Pe 5 martie 1956, Prezidiul Partidului a ordonat citirea raportului lui Hrușciov la ședințele tuturor organizațiilor partidului și ale Komsomol, cu invitații și pentru nemembri. Astfel, conținutul raportului a devenit cunoscut pe scară largă în țară în 1956, iar numele de "discursul secret" este astfel nepotrivit. Dar întregul text nu a fost publicat oficial până în 1989. Este posibil, deși nu se poate demonstra, ca Mikoian și Hrușciov să fie în spatele acestor citiri interne, precum și de ajungerea informațiilor la Rettie prin Orlov; fiul lui Mikoian, Sergo, și fiul lui Hrușciov, Sergi, furnizează informații similare, nu însă demonstrabile, privind intențiile părinților lor.
Totuși, textul discursului a fost dezvăluit greu în țările din Europa de Est. Nu a fost niciodată dezvăluit membrilor partidelor comuniste din Occident de către liderii acestora, și majoritatea comuniștilor occidentali au aflat detaliile textului doar după ce a fost publicată o copie a acestuia la jumătatea lui 1956 de către un ziar american.
Conținutul discursului a ajuns în Occident pe o rută sinuoasă. Câteva copii ale discursului au fost trimise din ordinul Biroului Politic sovietic liderilor țărilor din Blocul de Est. La scurt timp după ce discursul a fost răspândit, un ziarist polonez, Viktor Grayevsky, și-a vizitat prietena, Lucia Baranowski, care lucra ca secretară în biroul primului secretar al Partidului Comunist Polonez, Edward Ochab. Pe biroul ei era o carte groasă cu legături roșii, pe coperta căreia scria: "Al XX-lea Congres al Partidului, discursul tovarășului Hrușciov." Grayevsky auzise zvonuri despre discurs și, ca ziarist, era interesat să-l citească. Baranowski l-a lăsat să ia documentul acasă pentru a-l citi.
Grayevsky, care era evreu, și care călătorise recent în Israel să-și viziteze tatăl bolnav, s-a hotărât să emigreze. După ce a citit discursul, l-a dus la Ambasada Israelului și l-a înmânat lui Yaakov Barmor care îl ajutase pe Grayevsky să meargă în Israel să-și vadă tatăl. Barmor era un reprezentant al Șin Bet; el a fotografiat documentul și a trimis fotografiile în Israel.
În după amiaza zilei de 12 aprilie 1956, Shin Bet din Israel primise fotografiile. Serviciile de informații israeliene și americane căzuseră de acord să colaboreze în probleme de securitate. James Jesus Angleton⁠(d) era președintele serviciului de contraspionaj al CIA însărcinat cu legăturile clandestine cu serviciile de informații din Israel. Fotografiile au ajuns la el, fiindu-i trimise de directorul Shin Betului, Amos Manor  Pe 17 aprilie 1956, fotografiile ajunseră la directorul CIA Allen Dulles, care l-a informat urgent pe președintele american Dwight D. Eisenhower. După ce a concluzionat că discursul este autentic, CIA l-a transmis în secret ziarului The New York Times la începutul lui iunie.

## Sumar
Structura de bază a discursului a fost după cum urmează:
- Repudierea cultului personalității lui Stalin;
  - Citate din clasicii marxism-leninismului, care denunțau „cultul unui individ”;
  - Testamentul lui Lenin și remarcile făcute de Nadejda Krupskaia despre caracterul lui Stalin;
  - Înainte de Stalin, lupta cu troțkiștii era pur ideologică; Stalin a introdus noțiunea de „dușman al poporului” ca „artilerie grea”;
  - Stalin a violat normele partidului privind conducerea colectivă;
    - Represiunea majorității vechilor bolșevici și a delegaților de la al XVII-lea Congres al Partidului, majoritatea din care erau muncitori și erau membri ai Partidului Comunist dinainte de 1920. Din 1.966 de delegați, 1.108 au fost declarați „contrarevoluționari”, 848 au fost executați, și 98 din 139 de membri și candidați la Comitetul central au fost declarați „dușmani ai poporului”;
    - După această represiune, Stalin a încetat să mai ia în considerație părerea colectivului;

  - Sunt prezentate detaliat exemple de represiuni ale unor bolșevici importanți;
  - Stalin a ordonat ca persecuțiile să se extindă: „NKVD și-a depășit planul cu patru ani”;
    - A urmat practica falsificărilor, pentru a respecta "planul" la dușmani descoperiți;

  - Exagerări ale rolului lui Stalin în al Doilea Război Mondial;
  - Deportarea de popoare întregi;
  - Complotul medicilor și Afacerea Mingrelian;
  - Manifestări ale cultului personalității: cântece, nume de orașe;
    - Versurile imnului național al Uniunii Sovietice (prima versiune, 1944–1953) care făcea referire la Stalin;
- Neacordarea Premiului Lenin din 1935, ceea ce urma să fie corectată pe loc de către Sovietul Suprem și Consiliul de Miniștri;
- Repudierea politicii promovării realismului socialist în literatură, denumită și jdanovism, care afecta operele literare

## Extrase
- "După moartea lui Stalin Comitetul Central a început să implementeze o politică de explicare concisă și consistentă că este de nepermis și străin de spiritul marxism-leninismului să aduci slăvi unei persoane, să o transformi într-un supraom cu puteri supranaturale, asemenea celor ale unui zeu. Un astfel de om, chipurile, știe totul, vede totul, gândește pentru toată lumea, poate face orice, și nu poate greși."
- "Trebuie să luăm serios în considerație și să analizăm corect această chestiune ca să putem preveni posibilitatea repetării în orice formă a ceea ce s-a întâmplat în timpul vieții lui Stalin, ... care a practicat violențe brutale, nu doar împotriva a tot ce i se opunea lui, dar și împotriva a tot ceea ce i se părea caracterului său capricios și despotic că este împotriva conceptelor lui. Stalin a acționat nu prin forța argumentelor, explicații și cooperare răbdătoare cu oamenii, ci impunându-și conceptele și cerând supunere absolută la părerea lui. Oricine se opunea acestor concepte sau încerca să-și prezinte punctul de vedere și corectitudinea poziției [sale] era sortit eliminării din colectivul de conducere și ulterior anihilării morale și fizice."
- "Stalin a inițiat conceptul de «dușman al poporului». Acest termen automat făcea inutil să se demonstreze greșelile ideologice ale unuia sau mai multor oameni angajați într-o controversă. Făcea posibilă recurgerea la cele mai crude represiuni, violând toate normele de legalitate revoluționară, împotriva oricui nu era în vreun fel de acord cu Stalin, împotriva celor care doar erau bănuiți de intenții ostile… În ansamblu, singura dovadă de vinovăție folosită, împotriva tuturor normelor științei legale din prezent, era «mărturisirea» acuzatului însuși. După cum au demonstrat anchetele ulterioare, «mărturisirile» se obțineau prin presiuni fizice împotriva acuzatului. Aceasta a condus la evidente violări ale legalității revoluționare și la faptul că mulți indivizi cu totul nevinovați… au devenit victime."
- "Vladimir Ilici a cerut tratarea fără cruțare a dușmanilor Revoluției și ai clasei muncitoare și, când a fost nevoie, a recurs fără milă la asemenea metode… Dar Lenin folosea aceste metode doar împotriva adevăraților dușmani de clasă [și] doar în cazurile cele mai necesare, când clasele exploatatoare încă mai existau și se opuneau viguros Revoluției… Stalin, pe de altă parte, a folosit metode extreme și represiuni în masă într-o vreme în care Revoluția era deja victorioasă, când statul sovietic se întărise, …când Partidul nostru era consolidat politic și se întărise atât numeric, cât și ideologic."
- "Multe mii de comuniști cinstiți și nevinovați au murit ca rezultat al acestei monstruoase falsificări de asemenea «cazuri» …ca rezultat al practicii de forțare a mărturisirilor false și a depozițiilor false. În același fel au fost fabricate «cazurile» împotriva muncitorilor eminenți din Partid și din stat -- Kosior, Ciubar, Postîșev, Kosarev⁠(d), și alții… S-a permis practica vicioasă de a ordona NKVD să pregătească liste de persoane… ale căror sentințe erau pregătite dinainte… Represiunile în masă au avut o influență negativă asupra stării moral-politice din Partid, au creat o situație de incertitudine, au contribuit la răspândirea de suspiciuni nesănătoase, și au semănat neîncrederea între comuniști."
- "În aceeași idee, să luăm de exemplu filmele noastre istorice și militare și unele creații literare. Ni se face rău când le vedem. Adevăratul lor obiectiv este propagarea temei laudei lui Stalin ca geniu militar. Să ne amintim de filmul Căderea Berlinului. Aici joacă doar Stalin. El dă ordinele într-o sală cu multe scaune goale. Doar un om se apropie de el să-i raporteze ceva -- este Poskrebîșev, scutierul său loial. [râsete] Și unde este comanda militară? Unde este Biroul Politic? Unde este Guvernul? Ce fac toți, cu ce se ocupă? Nu este nimic despre ei în film. Stalin acționează pentru toată lumea, nu dă socoteală nimănui. Nu cere sfatul nimănui. Totul este prezentat poporului în lumină falsă. De ce? Pentru a-l încununa pe Stalin cu glorie-- contrar faptelor și contrar adevărului istoric."
- "Cu atât mai monstruoase sunt acele acțiuni al căror inițiator a fost Stalin, încălcări grave ale celor mai elementare principii leniniste ale politicilor statului sovietic privind naționalitățile. Ne referim la deportările în masă ale unor întregi popoare din locurile lor de origine, împreună cu toți comuniștii și membrii Komsomol fără excepție… Astfel, la sfârșitul lui 1943, când deja avusese loc o schimbare a situației de pe front în favoarea Uniunii Sovietice, s-a luat și s-a executat o decizie de deportare a tuturor karahailor de pe pământurile pe care ei trăiau. În aceeași perioadă, la sfârșitul lui decembrie 1943, aceeași soartă le-a fost rezervată kalmîcilor din Republica Autonomă Kalmîkă. În martie 1944, toți cecenii și ingușii au fost deportați iar Republica Autonomă Ceceno-Ingușă a fost lichidată… Ucrainenii au evitat aceeași soartă doar pentru că erau prea mulți și nu exista un loc în care să fie deportați. Altfel, [Stalin] i-ar fi deportat și pe ei." [râsete]
- "Îmi amintesc primele zile în care conflictul dintre Uniunea Sovietică și Iugoslavia a început să fie escaladat artificial. Odată, când am venit de la Kiev la Moscova, am fost invitat să-l vizitez pe Stalin, care, arătându-mi o copie a unei scrisori recent trimisă lui Tito, m-a întrebat: «Ai citit asta?» Neașteptându-mi răspunsul, a continuat: «Am să dau din degetul mic -- și n-o să mai fie Tito. O să cadă.» Am plătit scump pentru acest «dat din degetul mic». Această afirmație reflectă mania lui Stalin pentru grandoare, dar exact așa acționa el: «Am să dau din degetul mic și n-o să mai fie Kosior»; «Am să dau din degetul mic și n-o să mai fie Postîșev și Ciubar»; «Am să dau iarăși din degetul mic și or să dispară Voznesenski⁠(d), Kuznețov și mulți alții». Dar asta nu s-a întâmplat cu Tito. Indiferent cât a dat Stalin, nu doar din degetul mic, ci din tot ce putea el să dea, Tito nu a căzut. De ce? Motivul a fost că, în acest caz de dezacord cu tovarășii iugoslavi, Tito avea în spatele lui un stat și un popor cu o educație serioasă în lupta pentru libertate și independență, un popor care își susține conducătorii. Vedeți la ce a condus mania lui Stalin pentru grandoare. A pierdut complet conștiința realității. Și-a demonstrat suspiciunea și aroganța nu doar în relațiile cu indivizii din cadrul URSS, ci și în relațiile cu alte partide sau popoare."
- "Trebuie să abolim cu hotărâre acest cult al individului, odată pentru totdeauna; trebuie să… ne întoarcem și să practicăm în toată munca noastră ideologică cele mai importante teze ale științei marxist-leniniste despre popor ca creator al istoriei și ca creator al întregului bine spiritual și material al omenirii... [Trebuie] să continuăm sistematic și consistent munca depusă de Comitetul Central al Partidului Comunist al Uniunii Sovietice din ultimii ani, o muncă caracterizată prin respectarea riguroasă, în toate organizațiile Partidului, de jos și până sus, a principiilor leniniste de conducere a Partidului... caracterizate prin practica pe scară largă a criticii și autocriticii. [Trebuie să] restaurăm complet principiile leniniste de democrație sovietică socialistă, exprimate în Constituția Uniunii Sovietice, să luptăm împotriva dorinței indivizilor de a  abuza de puterea lor. Răul cauzat de acte împotriva legalității socialiste revoluționare care s-a adunat de-a lungul atâtor ani ca rezultat al influenței negative a cultului individului trebuie să fie corectat."

## Consecințe
La 30 iunie 1956, Comitetul Central al PCUS a emis o rezoluție intitulată "Despre depășirea cultului individului și a consecințelor lui" care a slujit drept pronunțare publică și oficială a partidului despre epoca lui Stalin. Scris sub îndrumarea lui Mihail Suslov⁠(d), documentul nu menționa acuzațiile punctuale ale lui Hrușciov. „Plângându-se că cercurile politice occidentale exploatau dezvăluirea crimelor lui Stalin, rezoluția aducea un omagiu serviciilor [lui Stalin]” și era relativ rezervată în criticile aduse lui.
Discursul lui Hrușciov a fost urmat de o perioadă de liberalizare denumită Dezghețul lui Hrușciov, până pe la începutul anilor 1960. În 1961, rămășițele lui Stalin au fost scoase din expoziția publică de la mausoleul lui Lenin și îngropate în necropola de la zidul Kremlinului⁠(d).
Filosoful polonez Leszek Kołakowski l-a criticat pe Hrușciov în 1978 pentru că nu a analizat deloc sistemul peste care prezidase Stalin. „Stalin fusese pur și simplu un criminal și un maniac, care era personal de vină pentru toate necazurile și nenorocirile națiunii. Despre cum și în ce condiții sociale a putut un paranoic însetat de sânge să exercite timp de douăzeci și cinci de ani putere despotică nelimitată asupra unei țări de două sute de milioane de locuitori, care în toată acea perioadă fusese binecuvântată cu cel mai progresist și democratic sistem de guvernare din istoria omenirii—despre această enigmă discursul nu oferea nicio idee. Tot ce era sigur era că sistemul sovietic și partidul însuși rămăseseră de o puritate impecabilă și nu purtau nicio responsabilitate pentru atrocitățile tiranului.”
Istoricii revizioniști⁠(d) occidentali tind și ei să aibă o atitudine oarecum critică față de discurs. J. Arch Getty⁠(d) comenta în 1985 că „dezvăluirile lui Hrușciov... erau aproape în întregime în folosul lui. Este greu de evitat impresia că dezvăluirile aveau un scop politic în lupta lui Hrușciov cu Molotov, Malenkov și Kaganovici." Istoricul Robert W. Thurston⁠(d) afirma, similar, în 1996 că Hrușciov „a avut multe de câștigat din atacurile lansate împotriva predecesorului său” și că nici atacurile la adresa lui Beria și nici afirmațiile despre implicarea lui Stalin în moartea lui Kirov nu au baze deosebit de solide. O carte din 2011 intitulată Hrușciov a mințit scrisă de autorul american pro-stalinist Grover Furr⁠(d) prezintă o viziune și mai negativă asupra discursului, disecând direct discursul însuși. Conform lui Furr, toate cele 61 de afirmații din discursul lui Hrușciov „cu o excepție minoră” sunt „demonstrabil false”. Cartea lui Furr a fost și ea însă criticată dur pentru că nu-și demonstrează adecvat afirmațiile.  Grover Furr a răspuns criticilor, fără însă a aborda acuzațiile punctuale ce i se aduceau.
Istoricul Geoffrey Roberts⁠(d) a afirmat în 2006 despre discursul lui Hrușciov că devenise „unul dintre textele-cheie ale istoriografiei occidentale a epocii Stalin. Dar mulți istorici occidentali erau sceptici față de eforturile lui Hrușciov de a pune toată vina pentru crimele comuniste din trecut în spinarea lui Stalin”.